# 基威诺半岛

基维诺半岛

基威诺半岛（英語：Keweenaw Peninsula，/ˈkiːwɪnɔː/ KEE-wi-naw）位於美国密西根上半島的最北部，深入苏必利尔湖。曾是美国第一次铜矿繁荣时期的采矿地。2000年人口普查，居民43,200。主要产业为伐木业、旅游业。基威诺半岛共有两所大學：密西根理工大學与芬蘭大學。

## 地质

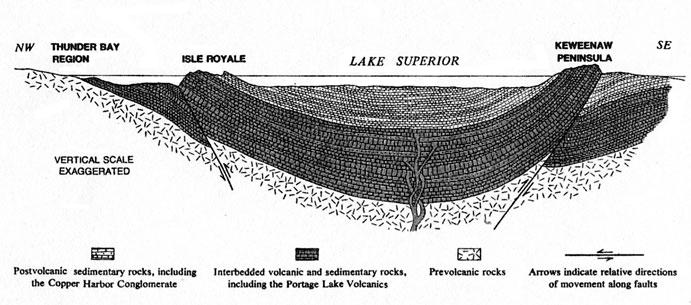
苏必利尔湖盆地横断面显示叠置的火山岩地层形成了基威诺半岛与羅亞爾島。

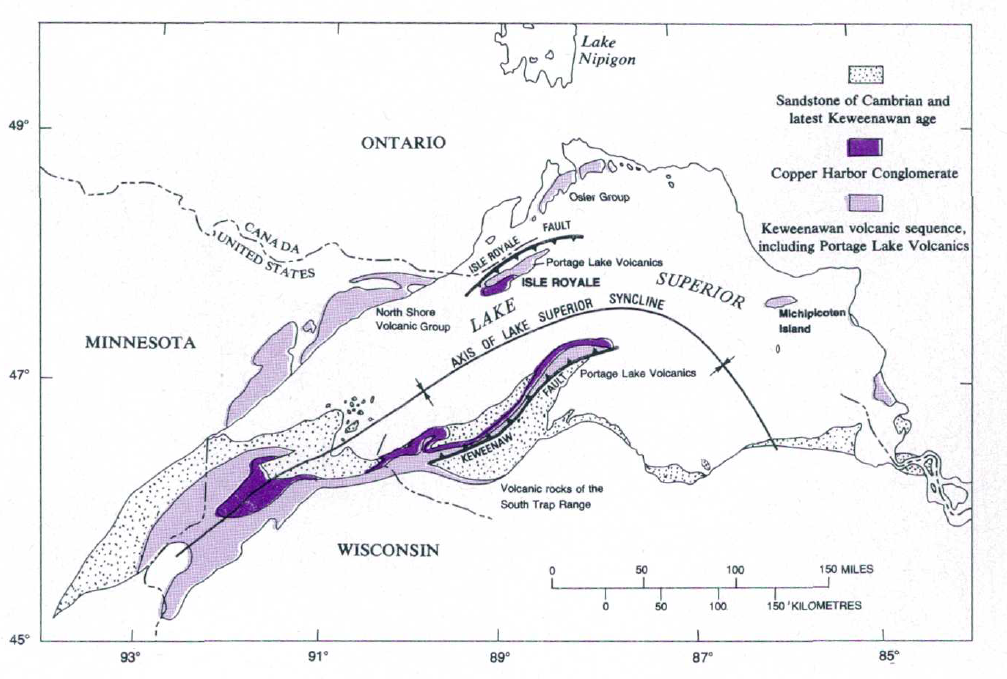
苏必利尔湖向斜

10.96至10.87亿年前中元古代内陆裂谷产生的火山熔岩形成了基威诺半岛。 这些火山活动产生了地球上仅有的含97%纯度自然铜的地层。 